# Pijeloplastika
Pijeloplastika je minimalno invazivna procedura u urologiji koja uključuje kreiranje incizije i odstranjanje dela uretera (mokraćovoda) u cilju korekcije opstrukcije ureteropelvične junkcije. Ovom procedurom olakšano je dreniranje i izvršena dekompresije bubrega što omogućava nesmetano oticanje mokraće. Cilj ove procedure jeste kreiranje incizije i odstranjanje dela uretera u cilju korekcije opstrukcije ureteropelvične junkcije, i olakšano dreniranje i dekompresije bubrega uz omogućavanje nesmetanog prolaska mokraće. Time se postiže eliminacija simptoma uz očuvanje funkcije organa.
Ranije se, pijeloplastika vršila se invazivnim pristupom (primenom kompletnog operativnog reza) a danas se ono obavlja laparoskopskim pristupom, koji je znatno naprednija procedura i terapeutski pristup uretropelvičnoj opstrukciji.

## Opšta razmatranja
Opstrukcija oticanja mokraće u početnom delu mokraćovoda naziva se pijeloureteralna stenoza. Suženja pijeloureteralnog (skraćeno PU) vrata (suženja između bubrežne nakapnice i početnog dela mokraćovoda), može izazvati više uzroka (urođeno suženje, prisutnost krvnog suda koja pritiska na pijeloureteralan vrat, ožiljci nakon prethodnih operacija ili mokraćnih infekcija). Posedično zbog suženju PU vrata javlja se proširenje bubrežne karlice, što stvara uslove za razvoju bubrežnih kamenaca i mokraćnih infekcija. Iako je najčešći uzrok ove anaomalije kongenitalni (urođeni), ponekad se opstrukcija anomalija se otkriva tek u kasnijem periodu života.
Cilj pijeloplastike je izrezati suženi deo i potom sašiti mokraćovod na bubrežnu karlicu. Ponekad je istovremeno potrebno i odstraniti višak tkiva bubrežne karlice.
Laparoskopska pijeloplastika metoda je izbora za lečenje stenoze pijeloureteralnog segmenta. Ovom metodom postižu se rezultati uporedivi sa otvorenim hirurškim zahvatom, ali sa određenim prednostima: brži postoperativni oporavak, odlićan estetski izgled, što je bitno jer su bolesnici većinom osobe mlađeg životnog doba.

## Indikacije
- stenoza pijeloureteralnog segmenta bilo kog uzroka.

## Način izvođenja
Invazivna pijeloplasitka
Pijeloplastika se najčešće vršila invazivnim pristupom (primenom kompletnog operativnog reza) u opštoj anesteziji, obično rezom u slabinskoj regiji (lumbotomija), mada su mogući i drugi hirurški pristupi. Tokom operacije ponekad je potrebno u mokraćovod postaviti „Duplo J” stent, koji se odstranjuje nakon 4-6 nedelja, endoskopskim putem (instrumentom uvedenim kroz mokraćnu cev do mokraćne bešike). 
Potom se operativno područje drenira se PVC drenom, koji se odstranjuje nakon 2-3 dana. Nakon operacije pacijentu se plasira urinarni kateter, koji se vadi nakon nekoliko dana. Šavovi kože vade se obično nakon 8 dana. Tokom operacije odstranjuju se i eventualno nastali kamenci. 
Laparoskopska pijeloplastika
Uvođenjem laparoskopskog pristupa, znatno je unapređen terapeutski pristup uretropelvičnoj opstrukciji. Kod ove metode uz pomoć laparoskopa pristupa se početnom delu mokraćovoda a zatim se plasira, anterogradnim ili retrogradnim pristupom, unutrašnji uretralni stent poznat kao „Duplo J”. Nakon mesec dana od operacije vri se uklanjanje ovog stenta i zavrđava lečenje.
Robotizovana pijeloplastika
Naredni korak u pijeloplastici predstavlja uvođenje instrumenata za robotiku kao i minimalno invazivnih tehnika kod lečenja stenoza. Time je učinjen izuzetan napredak u pedijatrijskoj urologiji imajući u vidu izraženu hiruršku preciznost, smanjeno intraoperativno oštećenje tkiva kao i kraći postoperativni boravak u bolničkim uslovima. Hirurški pristup takođe podrazumeva pristup putem jednog pristupnog mesta u operativnom polju gde se kreiranjem incizije u umbilikalnoj regiji omogućava plasiranje hirurških instrumenata u abdominalnu šupljinu.

## Komplikacije
Opšti rizici
- vezani uz anesteziju.
- nuspojave vezane uz primenjen lekova.

Obično blaga vrtoglavica, mučnina, kožni osip ili zatvor.
Specifični rizici
- moguća je pojava krvarenja tokom operacije, zbog čega će možda biti potrebne transfuzije krvi.
- jatrogena infekcije mokraćnih puteva ili samog operativnog reza, zbog čega će možda biti potrebna antibiotska terapija.
- pojava postoperativne kile u području reza.
- jatrogena oštećenja tokom operativnog zahvata okolnih organa i tkiva, koja se naknadno moraju zbrinuti tokom operacije ili će možda biti potrebne naknadne operacije.
- curenje mokraće na dren, odnosno operativni rez, što može proći spontano ili će biti potrebna dodatna intervencija(punkcija ili dodatna operacija)
- stenoza anastomoze (suženje na mestu ušivanja kanalnog sistema)

Neki od gore navedenih rizika su češći kod pušača, gojaznih, dijabetičara, osoba sa povišenim krvnim tlakom i osoba sa bolesnim srcem.

## Spoljašnje veze
- Laparoskopska pijeloplastika — Urology-today.com (језик: хрватски)
- (језик: хрватски)

|  | Molimo Vas, obratite pažnju na važno upozorenje u vezi sa temama iz oblasti medicine (zdravlja). |